# Philippe Lakos
Philippe „Phil“ Lakos (* 19. August 1980 in Wien) ist ein ehemaliger österreichischer Eishockeyspieler, der im Verlauf seiner Karriere vorwiegend für die Vienna Capitals in der Österreichischen Eishockey-Liga aktiv war. Sein älterer Bruder André ist ebenfalls Eishockeyspieler.

## Karriere
Als Juniorspieler spielte er bis 2000 bei den Toronto St. Michael’s Majors in der Ontario Hockey League.
Es folgten Engagements in der East Coast Hockey League bei den Jacksonville Lizard Kings, Toledo Storm, Florida Everblades, Reading Royals. Schon 2002 machte er einen Abstecher nach Österreich und trat im Play-off zweimal für die Vienna Capitals an. 2003 spielte er dann wieder in der ECHL für die Augusta Lynx und Arkansas RiverBlades.
Von der Saison 2004/05 an spielte der 1,93 m große Verteidiger vier Jahre lang für die Vienna Capitals, bevor er zum HC Innsbruck wechselte. Nach einem Jahr in Innsbruck kehrte er wieder zu den Vienna Capitals zurück. Mit den Hauptstädtern wurde er 2005 und 2017 österreichischer Meister.
Im Februar 2014 verkündete Vienna Capitals-Präsident Hans Schmid, dass die Rückennummer 4 von Lakos zur Retired number wird, sprich, sie darf nach seinem Karriereende oder Wechsel zu einem anderen Verein nicht mehr vergeben werden.
Philippe Lakos beendete seine Karriere am 30. März 2022 nach dem Aus der Vienna Capitals im Halbfinale der Play-offs.
Am 6. Juli 2022 verpflichteten die Vienna Capitals Lakos als Assistant-Coach, wobei er unter anderem für das Team-Management und für Video-Coaching-Aufgaben verantwortlich war. 2023 beendete er seine Tätigkeit.

### International
Lakos begann früh in seiner Karriere, Österreich bei internationalen Turnieren zu vertreten – er nahm an den U18-C-Europameisterschaften 1997 und 1998 sowie den U20-Junioren-C-Weltmeisterschaften 1999 und 2000 teil. Bei letzterem Turnier schaffte er mit der österreichischen U20-Auswahl den Aufstieg in die B-Gruppe.
Am 13. April 2002 debütierte Lakos beim 1:4 im Freundschaftsspiel gegen Deutschland in Rosenheim in der österreichischen Nationalmannschaft. Er trat mit dieser bei acht Weltmeisterschaften an: 2003, 2004, 2005, 2007, 2009 und 2011 spielte er mit dem Team aus dem Alpenland in der Top-Division. Nach Abstiegen aus der Top-Division spielte er bei den Weltmeisterschaften 2006 und 2008 in der Division I und schaffte mit dem Nationalteam jeweils den Aufstieg in die Top Division. Außerdem vertrat er seine Farben bei den Qualifikationsturnieren zu den Olympischen Winterspielen in Turin 2006 und in Vancouver 2010. Sein letztes Länderspiel absolvierte er in der Spielzeit 2012/13.

## Erfolge und Auszeichnungen
- 2000 Aufstieg in die B-Gruppe bei der U20-C-Weltmeisterschaft
- 2005 Österreichischer Meister mit den Vienna Capitals
- 2006 Aufstieg in die Top-Division bei der Weltmeisterschaft der Division I, Gruppe B
- 2008 Aufstieg in die Top-Division bei der Weltmeisterschaft der Division I, Gruppe A
- 2017 Österreichischer Meister mit den Vienna Capitals

## Karrierestatistik
(Legende zur Spielerstatistik: Sp oder GP = absolvierte Spiele; T oder G = erzielte Tore; V oder A = erzielte Assists; Pkt oder Pts = erzielte Scorerpunkte; SM oder PIM = erhaltene Strafminuten; +/− = Plus/Minus-Bilanz; PP = erzielte Überzahltore; SH = erzielte Unterzahltore; GW = erzielte Siegtore; 1 Play-downs/Relegation; Kursiv: Statistik nicht vollständig)